# История на Йордания

## Йордания след Студената война
През месец май 1967 година, Йордания подписва пакт за взаимна защита с Египет, и през юни 1967 година заедно с арабските държави Сирия, Египет и Ирак участва във война срещу Израел. По време на войната, Израел се опитва да запази контрола над Западния бряг и Източен Йерусалим. След 1967 година се увеличава на броя на палестинците, живеещи в Йордания. Броя на палестинските бежанци през 1966 година е на около 700 000 души, и е нараснал с още 300 000 души от Западния бряг.